# Margaret Holmes
Margaret Joan Holmes (Sídney, 24 de enero de 1909-Coffs Harbour, Australia, 10 de septiembre de 2009) fue una activista por la paz australiana, particularmente durante la Guerra de Vietnam y como parte de la Fraternidad Pacifista Anglicana. Fundó la rama de Nueva Gales del Sur de la Liga Internacional de Mujeres por la Paz y la Libertad en 1960, y en 2001 fue nombrada miembro de la Orden de Australia por sus servicios a la comunidad.

## Biografía
Margaret Holmes nació en una familia rica de Sídney el 24 de enero de 1909, la mayor de cinco hijos, y creció en Wahroonga. Asistió a The Women's College, Universidad de Sídney, donde fue la primera estudiante en tener un automóvil y estudió medicina. Mientras estaba en la universidad, Holmes se involucró con el Movimiento Estudiantil Cristiano y se identificó con el pacifismo cristiano. Se graduó con una Licenciatura en Ciencias y en 1933 se casó con un médico, T. A. G. (Tag) Holmes, en lugar de convertirse en uno.
Margaret y Tag Holmes construyeron una casa en Military Road, Mosman, un suburbio en el Lower North Shore de Sídney, donde T. A. G. Holmes tenía su consulta médica y criaron a seis hijos. Al comienzo de la Segunda Guerra Mundial, los Holmes establecieron el "Club 50-50", una velada social semanal donde los "nuevos australianos" podían conocer a los lugareños e integrarse mejor en su nueva sociedad.
En 1959, Holmes hizo un viaje para asistir al congreso de la Liga Internacional de Mujeres por la Paz y la Libertad en Estocolmo; se había enterado de esta organización de mujeres por la paz en 1940 a través de artículos en The Peacemaker escritos por Eleanor Moore. Como no había una sucursal de WILPF en Sídney en ese momento, se unió como miembro internacional. Fundó la sucursal de NSW Branch cuando regresó del congreso. Su viaje incluyó viajar a Austria para una conferencia de IFOR, a Rusia (donde entregó biblias de contrabando a la Iglesia Bautista de Moscú) y a la India (por invitación de Sushila Nayar, a quien conoció en el congreso de WILPF).
En la década de 1960, durante la Guerra de Vietnam, el activismo de Holmes se hizo más público. Dirigió manifestaciones, incluida la huelga, y fue una activista habitual en el centro de Sídney, participando en vigilias de oración, vigilias con velas, reuniones públicas y distribución de folletos. Durante este tiempo también participó activamente en la campaña por los derechos de los aborígenes y el desarme nuclear. Su biografía, Margaret Holmes: The Life and Times of an Australian Peace Campaigner, escrita por Michelle Cavanagh, se publicó en 2006. Su vida también ha sido documentada en varias historias orales y otros materiales, algunos de los cuales se encuentran en el Memorial de Guerra Australiano.
Holmes celebró su cumpleaños número 100 el 24 de enero de 2009 en su casa de Sídney, con sus seis hijos, varios nietos y bisnietos. Murió el 10 de septiembre de 2009 en Coffs Harbour, Australia.

## Reconocimientos
En 2001, Holmes fue nombrada miembro de la Orden de Australia en los honores del cumpleaños de la reina, "por su servicio a la comunidad a través de organizaciones que promueven la paz, los derechos humanos y la resolución de conflictos, particularmente como miembro de la Liga Internacional de Mujeres por la Paz y la Libertad".